# 階猛
階 猛（しな たけし、1966年10月7日 - ）は、日本の政治家、弁護士。立憲民主党所属の衆議院議員（7期）、自誓会会長（第2代）。
総務大臣政務官（鳩山由紀夫内閣・菅直人内閣）、民主党役員室長、同岩手県連代表、民進党政務調査会長（第3代）、希望の党幹事長代理、国民民主党政務調査会長代行、同憲法調査会長を歴任した。

## 来歴
岩手県盛岡市生まれ。雫石町立雫石小学校、雫石町立雫石中学校、岩手県立盛岡第一高等学校卒業。2年間の浪人生活を経て、東京大学文科一類に入学。高校、大学では野球部に所属し、大学の野球部では投手だった。東大時代の同期に小林至がいる。1991年、東京大学法学部第3類（政治コース）を卒業し、日本長期信用銀行（現：SBI新生銀行）に入行。法人営業や市場部門に勤務し、総合資金部部長代理や法務部部長代理を歴任するが、1998年に同行は破綻し、新生銀行となる。
その後在職のまま司法試験に合格し、司法修習（第56期）を経て、東京弁護士会に登録。新生銀行社内弁護士として法務部次長に就任。
2007年1月よりみずほ証券総合企画部経営調査室主任研究員。

### 衆議院議員へ
2007年、高校・大学の先輩にあたる達増拓也衆議院議員の岩手県知事選挙立候補に伴う、衆議院岩手1区補欠選挙に民主党公認で立候補し、初当選した。

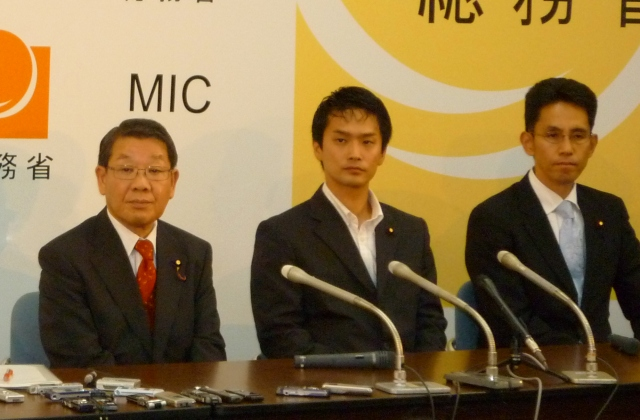
2009年9月24日、総務大臣政務官就任時の記者会見にて（右）

2009年の第45回衆議院議員総選挙で再選され、選挙後に発足した鳩山由紀夫内閣で総務大臣政務官（人事、行政管理、行政評価などの分野担当）に任命される。2010年6月、菅直人内閣で総務大臣政務官に再任される。
民主党内では小沢一郎の側近であり、2010年1月には陸山会事件で石川知裕衆議院議員が逮捕されたことを受け、同期当選の議員により結成された石川知裕代議士の逮捕を考える会に、現職の政務三役ながら参加。1月26日の参議院予算委員会において、同会への参加について「議員には不逮捕特権がある。一国会議員として考えるべき問題だ。当然の責務だ」と説明した。しかし、2011年の東日本大震災を機に関係が悪化し、翌年に小沢が結党した国民の生活が第一には参加しなかった（後述）。
2011年9月、党決算行政監視部門会議座長。同年12月、党行政改革調査会事務局長に就任。
2012年の消費増税をめぐる政局では、野田内閣による消費増税法案の閣議決定に抗議して3月30日に党政調副会長の辞表を提出し、4月23日の党役員会で受理された。6月26日の衆議院本会議で行われた同法案の採決では、党の賛成方針に反して反対票を投じた。7月2日には山岡賢次らを介して離党届が提出されたが、「了解なく提出された。党にとどまる」として離党届を撤回した（採決に先立ち階が小沢に預けた離党届を、山岡らが離党意思の最終確認をしないまま提出していた）。民主党は7月3日の常任幹事会で党員資格停止2カ月の処分とする方針を決定し、7月9日の常任幹事会で正式決定した。
同年12月の第46回衆議院議員総選挙には民主党公認で岩手1区から立候補。自由民主党新人の高橋比奈子、日本未来の党新人で達増拓也岩手県知事の妻の達増陽子らを破り、3選。
2012年12月民主党代表選挙では海江田万里の推薦人となり、海江田が代表に選出されると、細野豪志幹事長の下で民主党役員室長に就任した。
2014年12月の第47回衆議院議員総選挙には民主党公認で岩手1区から立候補し、4選。2015年1月民主党代表選挙後、民主党「次の内閣」ネクスト内閣府特命担当大臣（行政刷新・行政改革）に就任。
2016年9月、民進党政務調査会長代理、「次の内閣」官房副長官に就任。
2017年9月、民進党政務調査会長に昇格。
2017年10月の第48回衆議院議員総選挙では希望の党公認で立候補し、5選。
2018年5月7日、民進党・希望の党が合流し結党された国民民主党に参加した。5月8日、国民民主党の政務調査会長代行に就任した（9月11日退任）。
2019年5月11日、党岩手県連の会合で黄川田徹県連代表らと共に国民民主党を離党する意向を表明。国民民主党が小沢一郎率いる自由党と合流したことや、同年の参議院選挙の岩手県選挙区において、自由党が主導していた候補者擁立への反発を離党の理由に挙げた。階は同月13日に離党届を提出し、同29日の党総務会で離党届が受理され、無所属となった。2019年9月30日、立憲民主党・国民民主党・社会保障を立て直す国民会議の旧民進系3派による院内会派「立憲民主・国民・社保・無所属フォーラム」に無所属議員のまま参加した。

### 立憲民主党岩手県連との対立、6選

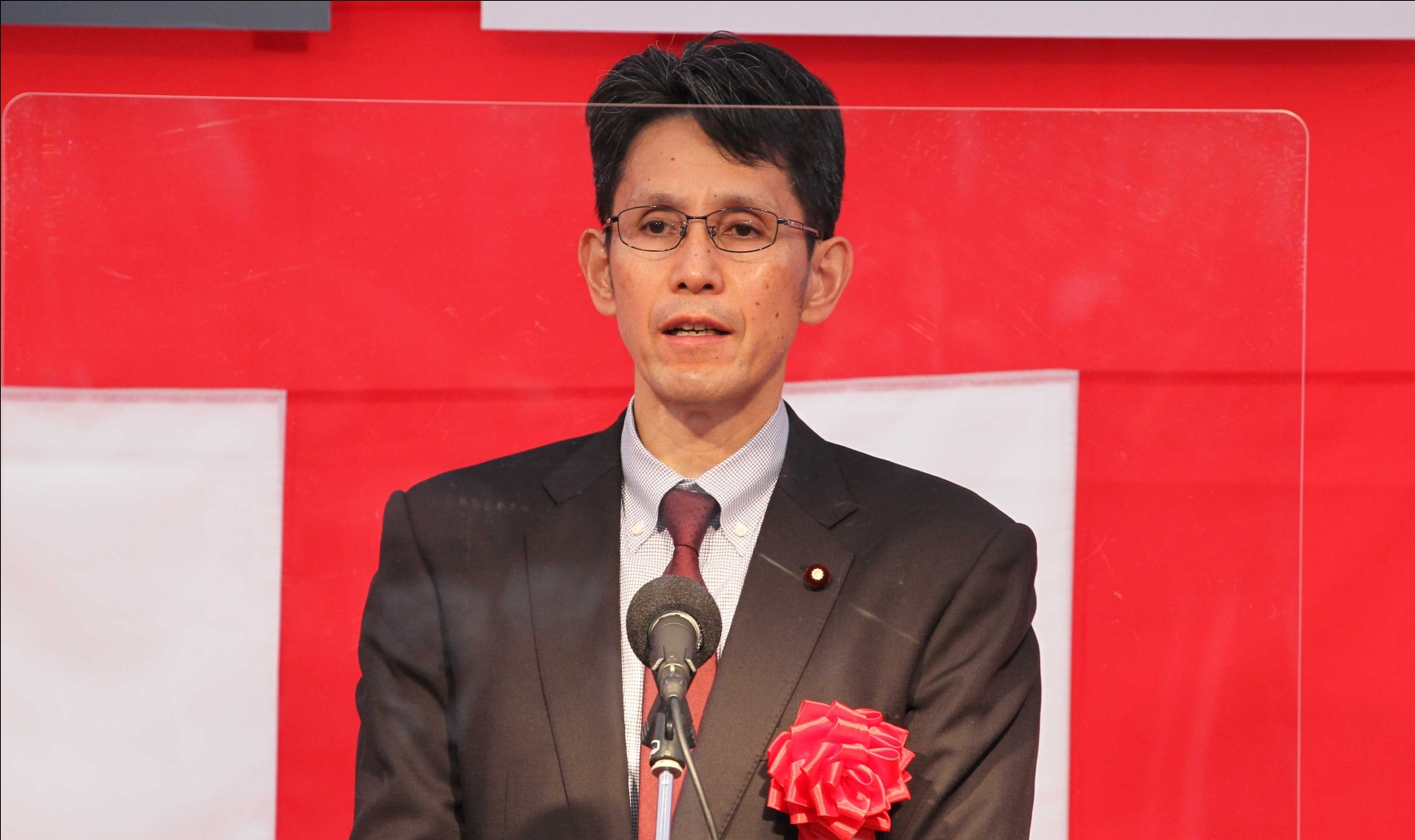
2020年12月5日、宮古盛岡横断道路開通式にて

2020年7月、立憲民主党・国民民主党が合流してできる新党（後の（新）立憲民主党）に参加する意向を示した。同年9月10日に行われた合流新党の代表選挙では泉健太の推薦人に名を連ねた。
同年10月9日、立憲民主党岩手県連（代表・小沢一郎）が階に3,300万円の損害賠償を求めて盛岡地裁に訴えを起こしたことが関係者への取材により明らかとなった。訴えによれば、階が旧国民民主党から離党する直前の2019年、旧国民民主党岩手県連の資金を自身が代表の政治塾に移し損害を与えたとされる。階と立憲民主党岩手県連との対立が露わとなる（後述）。
2021年8月14日、立憲民主党岩手県連は、次期衆院選岩手1区にフリーアナウンサーの佐野利恵を擁立すると発表。ところが党本部は10月12日、階の岩手1区公認を決定した。佐野は党本部の意向を受け入れ、比例東北ブロック18位での比例単独出馬となった。10月13日、日本共産党は立憲民主党と競合する22の選挙区で候補者を取り下げる方針を発表。しかしその中に岩手1区は含まれておらず、新人の吉田恭子はそのまま立候補することとなった。
同年10月31日の第49回衆議院議員総選挙に岩手1区から立憲民主党公認で立候補。自民党現職の高橋比奈子、共産党公認の吉田を破り、6期目の当選を果たした（高橋は比例復活もならず落選）。比例単独の佐野は落選した。
なお、当選挙では、3区から立候補した小沢が小選挙区で自民党公認の藤原崇に敗れ、自身18回目の選挙にして初めて比例復活に甘んじた。これにより岩手県内の小選挙区選出の野党議員は階のみとなった。
枝野幸男代表の辞任に伴う代表選挙（11月30日実施）では小川淳也の推薦人に名を連ねた。
2022年9月13日、新たに設置された立憲民主党「次の内閣」において、ネクスト財務・金融大臣（予算、決算）に就任。
2024年10月27日の第50回衆議院議員総選挙に岩手1区から立憲民主党公認で立候補。自民党新人の米内紘正、共産党公認の吉田を破り、7期目の当選を果たした。

## 政策・主張

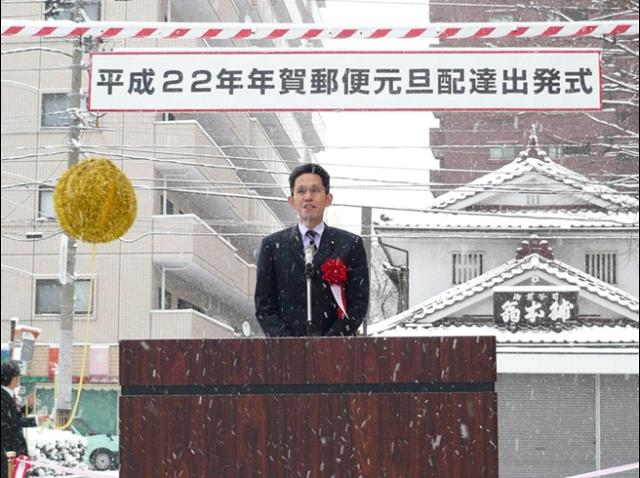
2010年1月1日、郵便事業盛岡支店の年賀郵便元旦配達出発式での挨拶

- 永住外国人への地方選挙権付与にどちらかと言えば賛成[50]。
- 日本国憲法の改正に賛成[51]。改正すべき項目として衆議院の解散・地方自治を挙げる[52]。
- 集団的自衛権の行使を禁じる内閣法制局の憲法解釈の見直しに反対[51]。
- 日本の核武装について「将来にわたって検討すべきでない」としている[51]。
- 原子力規制委員会の新基準を満たした原子力発電所の再稼働に賛成[51]。
- 女性宮家の創設に賛成[51]。
- 法科大学院制度に批判的であり、法科大学院を卒業していない者にも司法試験の受験資格を付与するよう主張している[53]。
- 選択的夫婦別姓制度の導入に賛成[54][55]。

## 人物
- 2014年10月17日、法務大臣の松島みどりについて、選挙区内でうちわを配ったとして、公職選挙法違反の疑いで、告発状を東京地検に提出したと発表した[56]。
- 2016年10月4日午前の予算委員会で質問に立った際、同日午前0時過ぎまでに質問内容を事前通告しなかったため、各省庁の職員が夜中まで待機せざるを得なくなったとして、自民党から抗議を受けた[57]。
- 2016年11月25日、階が代表を務める「民進党岩手県第1区総支部」が、2015年の政治活動費からプロレスのチケット代を支出していたことや、階の資金管理団体である階誠会がプロバスケットボールチーム岩手ビッグブルズのチケット代として政治活動費からを支出していたことが判明した。階はいずれも「ミス」と釈明した[58][59]。
- 2017年4月21日の衆議院法務委員会で「共謀罪」の構成要件を改め「テロ等準備罪」を新設する組織犯罪処罰法改正案の質問に立った際、政府参考人の法務省刑事局長の席に詰め寄ったところ、自民党の土屋正忠衆議院議員から「テロ行為だ」とヤジを飛ばされたため[60]、「誰だ？今言ったのは誰だ！」「今、テロ準備行為と言っただろ！」「誰に対して言ったんだ！」と声を上げ土屋に手を出す一幕があった[61]。階は4月28日の衆議院法務委員会で「肩に手をかけたのは事実であります。不快な思いをさせたのであれば、おわびをします」と謝罪した一方、土屋の不規則発言が法案に対する国民の懸念・不安を広め得るものだったとして、土屋の謝罪と発言の撤回を求めた[62][63]。
- 2017年5月9日の衆議院本会議で鈴木淳司法務委員長解任決議案の趣旨説明に立った際、「（金田勝年法務大臣は）オウム返しの答弁が多いということも挙げられます。（中略）オウム真理教のテロ行為を処罰しようという、オウム事件に端を発したようなこの法案でありますが、大臣ももう一つのオウム事件を起こしていると言わざるを得ません」と発言し、直後に反対討論に立った自民党の宮崎政久衆議院議員から「オウム事件の被害者の方々の心を深く傷つけるものであり、断じて許すことができません」と抗議を受けた[64]。
- 2020年10月11日、盛岡市内で開かれた立憲民主党岩手県連の結成大会会場で、出席を拒まれた。立憲民主党岩手県連は先日、階が旧国民民主党から離党する直前に旧国民民主党岩手県連の資金を自身が代表を務める政治塾に移したとして、階に損害賠償を求めて盛岡地裁に提訴していた[65][66]。
- 2020年11月23日、盛岡市内で記者会見を行い、前記政治塾を含め自身が代表を務める政治団体について「収支は全て適正に管理している」と述べた[67]。2022年6月27日、立憲民主党岩手県連は階に対する民事訴訟を取り下げたと発表した[68]。階側が取り下げに同意せず審理が続き、2022年10月20日、盛岡地裁は「旧県連側が資金移動を了解していた」として県連側の請求を棄却した[69]。
- 2021年6月8日、田原総一朗が会長を務めるNPO法人万年野党から、第201回・202回・203回国会における三ツ星議員の表彰を受けた。2016年第190回国会、同年第191回・192回国会、2017年第193回国会、2019年第198回国会につづき5回目の受賞[70]。
- 2023年2月7日、田原総一朗が会長を務めるNPO法人万年野党から、第208回国会における三ツ星議員の表彰を受けた。第201回～203回国会につづき６回目の受賞[71]。
- 2023年11月10日、田原総一朗が会長を務めるNPO法人万年野党から、第211国会における三ツ星議員の表彰を受けた。第208国会につづき７回目の受賞[72]。
- JR総連から組織推薦候補として支援を受けている[73]。
- 2024年3月25日、田原総一朗が会長を務めるNPO法人万年野党から、三ツ星議員の一般表彰・特別表彰を合わせて７回以上獲得した議員に贈られる名誉三ツ星議員の表彰を受けた[74]。

## 選挙歴
| 当落 | 選挙                     | 執行日         | 年齢 | 選挙区      | 政党       | 得票数     | 得票率 | 定数 | 得票順位 /候補者数 | 政党内比例順位 /政党当選者数 |
| ---- | ------------------------ | -------------- | ---- | ----------- | ---------- | ---------- | ------ | ---- | ------------------ | ---------------------------- |
| 当   | 第44回衆議院議員補欠選挙 | 2007年7月29日  | 40   | 岩手県第1区 | 民主党     | 10万2987票 | 61.69% | 1    | 1/3                | /                            |
| 当   | 第45回衆議院議員総選挙   | 2009年08月30日 | 42   | 岩手県第1区 | 民主党     | 11万6425票 | 60.23% | 1    | 1/5                | /                            |
| 当   | 第46回衆議院議員総選挙   | 2012年12月16日 | 46   | 岩手県第1区 | 民主党     | 5万5909票  | 34.72% | 1    | 1/5                | /                            |
| 当   | 第47回衆議院議員総選挙   | 2014年12月14日 | 48   | 岩手県第1区 | 民主党     | 7万6787票  | 52.02% | 1    | 1/4                | /                            |
| 当   | 第48回衆議院議員総選挙   | 2017年10月22日 | 51   | 岩手県第1区 | 希望の党   | 8万7534票  | 52.58% | 1    | 1/3                | /                            |
| 当   | 第49回衆議院議員総選挙   | 2021年10月31日 | 55   | 岩手県第1区 | 立憲民主党 | 8万7017票  | 51.19% | 1    | 1/3                | /                            |
| 当   | 第50回衆議院議員総選挙   | 2024年10月27日 | 58   | 岩手県第1区 | 立憲民主党 | 9万4409票  | 61.54% | 1    | 1/3                | /                            |

## 著書
- 『銀行の法律知識』日経文庫（日本経済新聞社）、2006年7月、ISBN 4532111129